# نيغة (ماهرو)
نیغة (بالفارسية: نیگه) هي قرية تقع في إيران في قسم ماهرو الریفي.